# Patrick Kearney
Patrick Kearney (ur. 24 września 1939 w Los Angeles) jest amerykańskim seryjnym mordercą, który polował na młodych mężczyzn w Kalifornii w latach 70. Czasami jest nazywany Autostradowym mordercą (Freeway Killer). Ten sam pseudonim przypisuje się dwóm innym seryjnym mordercom: Williamowi Boninowi oraz Randy'emu Stevenovi Kraftowi.
Został wychowany w stosunkowo stabilnej rodzinie (szczególnie w porównaniu do innych seryjnych morderców) jako najmłodszy z trzech synów. Jego młodość nie była jednak pozbawiona urazów. Był szczupłym i chorowitym dzieckiem, nad którym znęcano się w szkole. Jako nastolatek zamknął się w sobie i marzył o zabijaniu ludzi.
Pochodzący z Teksasu Kearney przeprowadził się do Kalifornii po krótkim małżeństwie zakończonym rozwodem. Tam pracował jako mechanik w Hughes Aircraft Company. Utrzymywał, że pierwszą ofiarę pozbawił życia około roku 1965. Miałby to być autostopowicz, którego wziął do samochodu i zabił w miejscowości Orange w Kalifornii. Utrzymywał, że zabił jeszcze kilka osób przed przeprowadzką w roku 1967 do Redondo Beach niedaleko Los Angeles w Kalifornii. Przeniósł się tam razem z młodszym mężczyzną, Davidem Hillem, który stał się później jego kochankiem.
Mężczyźni często się kłócili. Po takich kłótniach Kearney udawał się na długie, samotne przejażdżki samochodem. Wtedy właśnie podwoził młodych autostopowiczów lub młodych gejów z barów dla homoseksualistów, po czym ich zabijał. Był nekrofilem. Strzelał do ofiar bez ostrzeżenia, po czym zabierał ciała, by je kaleczyć i ćwiartować. Fragmenty zwłok rozrzucał później wzdłuż autostrady lub na pustyni, zazwyczaj owinięte w worki na śmieci.
Ostatnią ofiarą Kearneya był młody mężczyzna, John LaMay, zamordowany 13 marca 1977. LaMay przyszedł do domu Kearneya w poszukiwaniu Davida Hilla, który w tym czasie był nieobecny. Kearney zaprosił przyszłą ofiarę do wspólnego oglądania telewizji. Bez żadnego powodu strzelił LaMayowi w tył głowy, a później porzucił jego szczątki na pustyni. Zostały znalezione 18 maja. Ponieważ LaMay poinformował kogoś o tym, że udał się do Hilla, policja zjawiła się w domu Kearneya i Hilla i przesłuchała ich. Nie utrudniali śledztwa, jednak zaraz po wyjściu policjantów zbiegli. Po kilku tygodniach w drodze, oddali się w ręce policji 1 lipca.
David Hill, który w tym czasie miał 34 lata, został oczyszczony z zarzutów o współudział w przestępstwach partnera i wypuszczony na wolność.
Kearney natomiast ujawnił wszystkie swoje przestępstwa, przyznając się do 28 zabójstw. Aby uniknąć kary śmierci, zgodził się przyznać w sądzie do winy. Patrick Kearney został oskarżony o 21 zabójstw i po przyznaniu się do winy skazano go na 21 wyroków dożywotniego pozbawienia wolności. Policja jest pewna, że Kearney jest odpowiedzialny za 7 pozostałych morderstw. Nie istniały jednak fizyczne dowody pozwalające na jego oskarżenie.
Kearney odbywa karę w więzieniu stanowym Mule Creek położonym w mieście Ione w północnej Kalifornii.

## Ofiary Kearneya
| L.p. | Nazwisko                   | Wiek | Data morderstwa      | Miejsce morderstwa |
| ---- | -------------------------- | ---- | -------------------- | ------------------ |
| 1.   | John Demchik               | 13   | 21 czerwca 1971      | Los Angeles        |
| 2.   | James Barwick              | 17   | 22 września 1973     | San Diego          |
| 3.   | Ronald Smith               | 5    | 24 sierpnia 1974     | Los Angeles        |
| 4.   | Albert Rivera              | 21   | 13 kwietnia 1975     | San Diego          |
| 5.   | Larry Walters              | 20   | 10 listopada 1975    | Los Angeles        |
| 6.   | Kenneth Buchanan           | 17   | 3 marca 1976         | Redondo Beach      |
| 7.   | Oliver Molitor             | 13   | 21 marca 1976        | Redondo Beach      |
| 8.   | Larry Armedariz            | 15   | 19 kwietnia 1976     | Los Angeles        |
| 9.   | Michael McGhee             | 13   | 16 czerwca 1976      | Redondo Beach      |
| 10.  | John Woods                 | 23   | 20 czerwca 1976      | Los Angeles        |
| 11.  | Larry Epsy                 | 17   | 23 sierpnia 1976     | Redondo Beach      |
| 12.  | Wilfred Faherty            | 20   | 28 sierpnia 1976     | Los Angeles        |
| 13.  | Randall Moore              | 20   | 29 sierpnia 1976     | San Diego          |
| 14.  | Robert Benniefiel          | 17   | 16 września 1976     | Los Angeles        |
| 15.  | David Allen                | 27   | 27 września 1976     | San Diego          |
| 16.  | Mark Orach                 | 20   | 19 października 1976 | Orange             |
| 17.  | Timothy Ingham             | 19   | 24 listopada 1976    | Indio              |
| 18.  | Nicholas Hernandez-Jimenez | 28   | 23 stycznia 1977     | Los Angeles        |
| 19.  | Arturo Romos Marquez       | 24   | 7 lutego 1977        | Los Angeles        |
| 20.  | John LaMay                 | 17   | 13 marca 1977        | Los Angeles        |
| 21.  | Merle Chance               | 8    | 6 kwietnia 1977      | Redondo Beach      |